# Carrozzeria Touring Superleggera

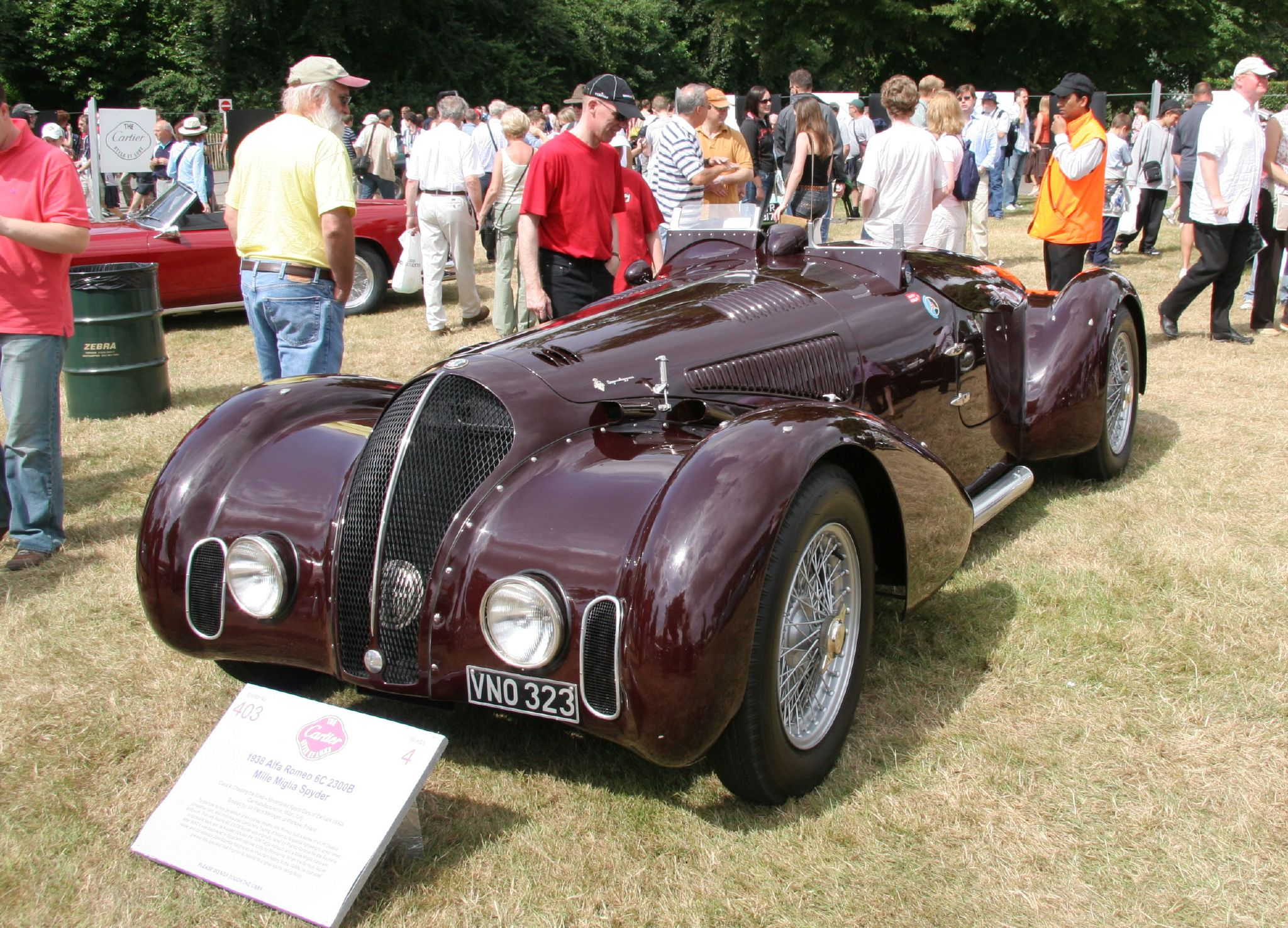
Alfa Romeo 6C 2300B (1938)

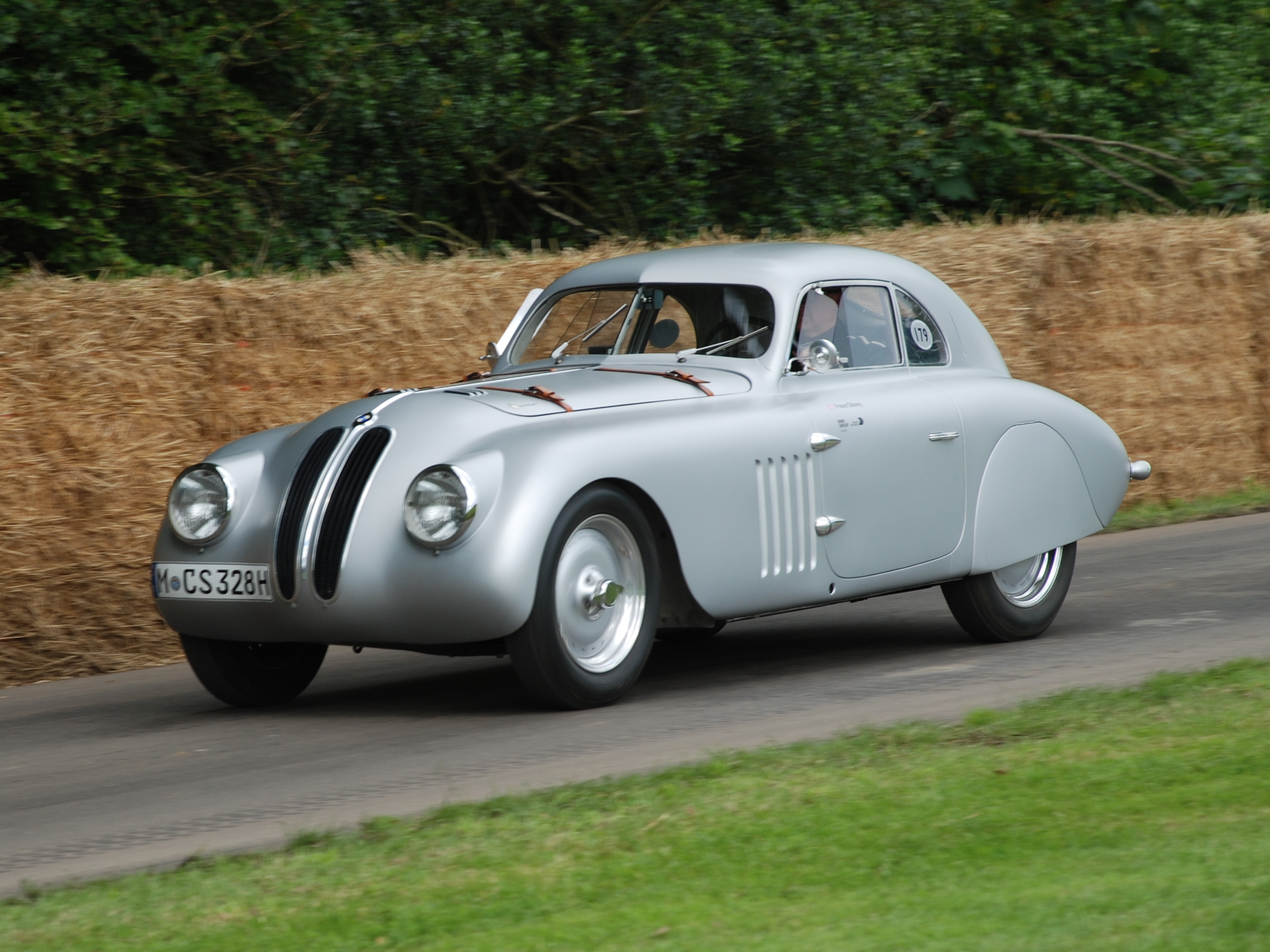
BMW 328 Mille Miglia (1939)

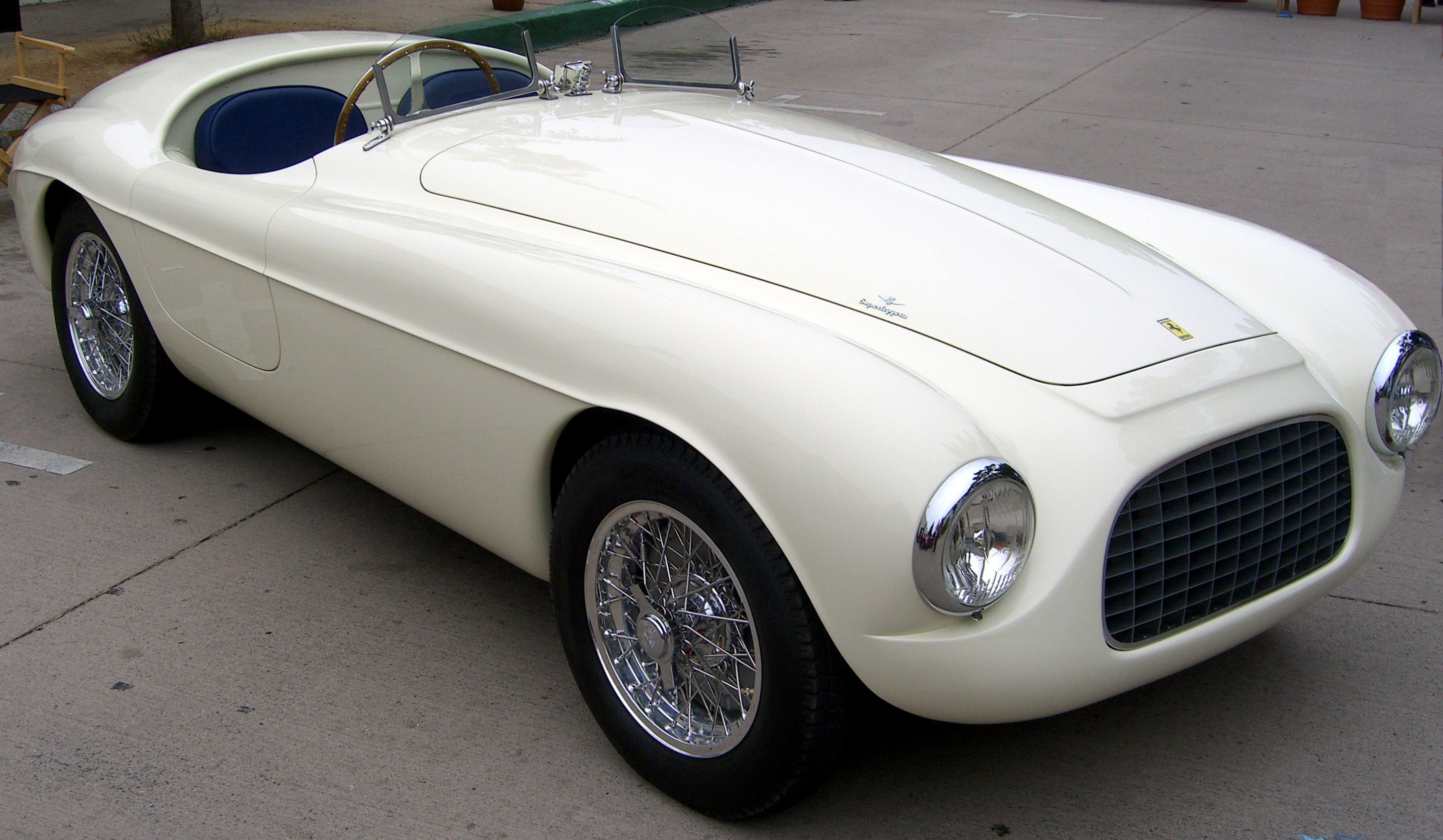
Ferrari 166 MM Barchetta (1948)

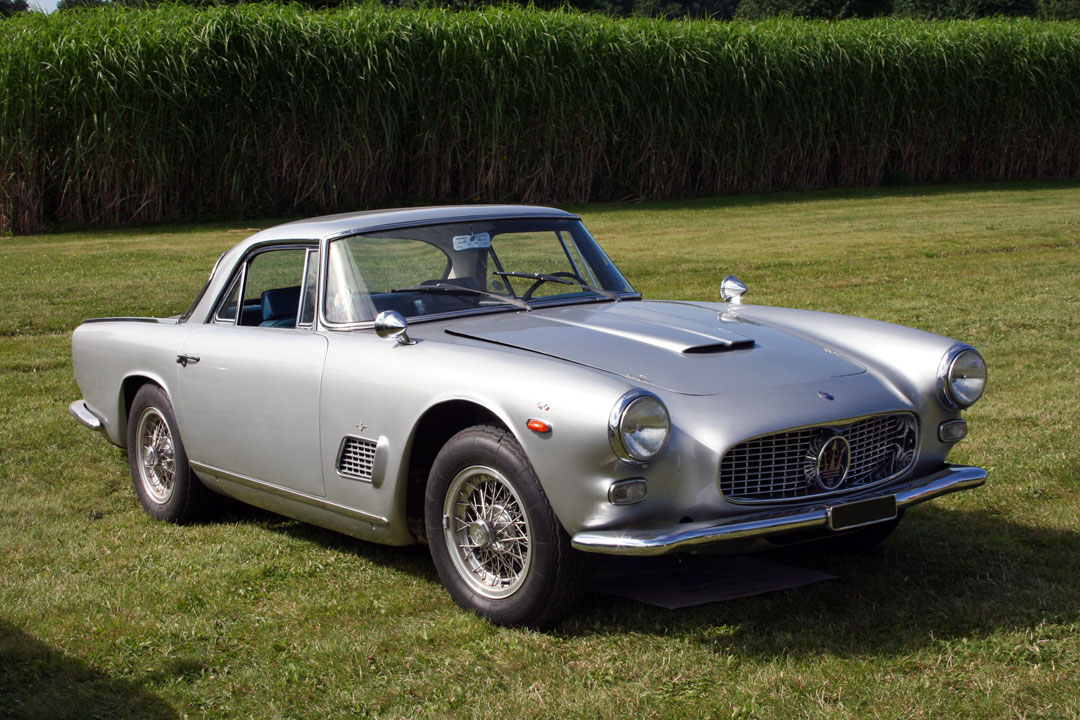
Maserati 3500 GT (1957)

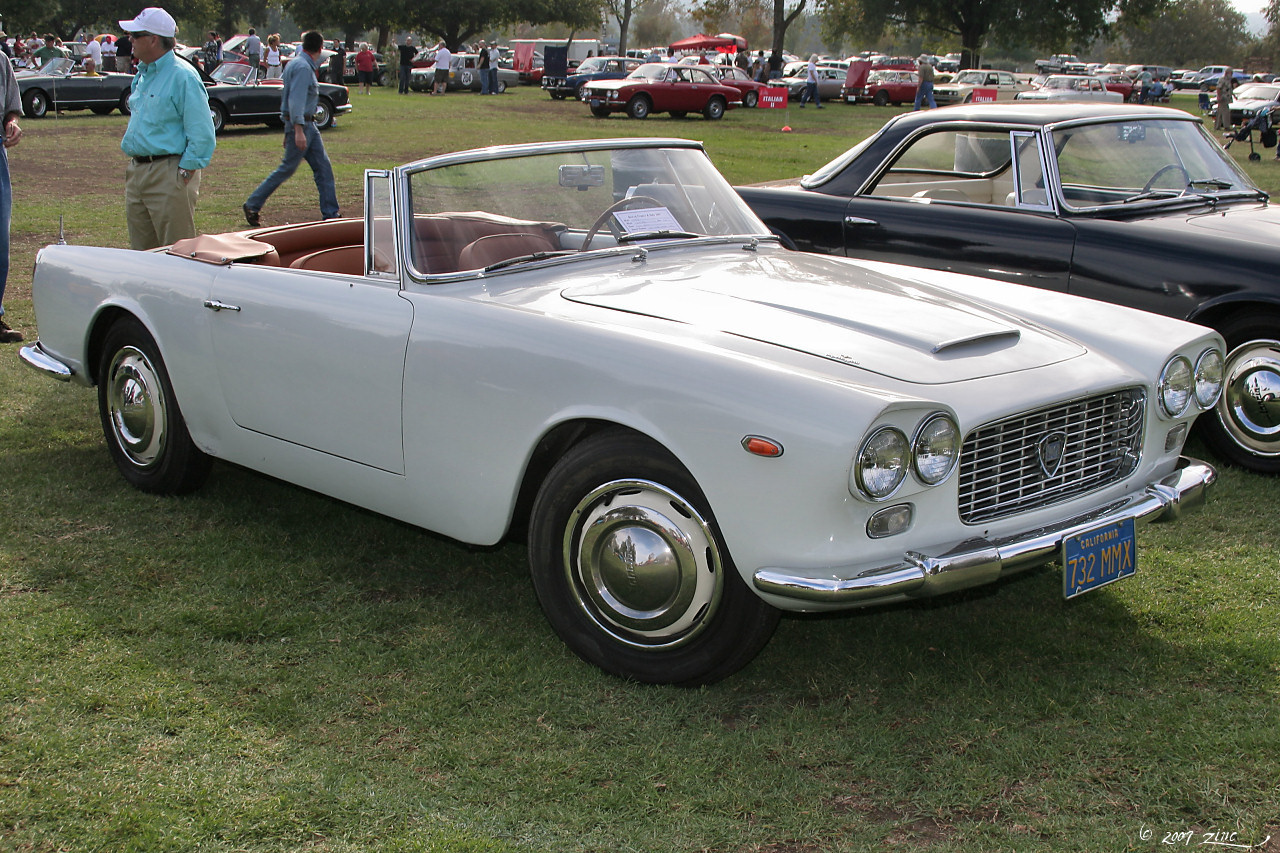
Lancia Flamina Convertible (1961)

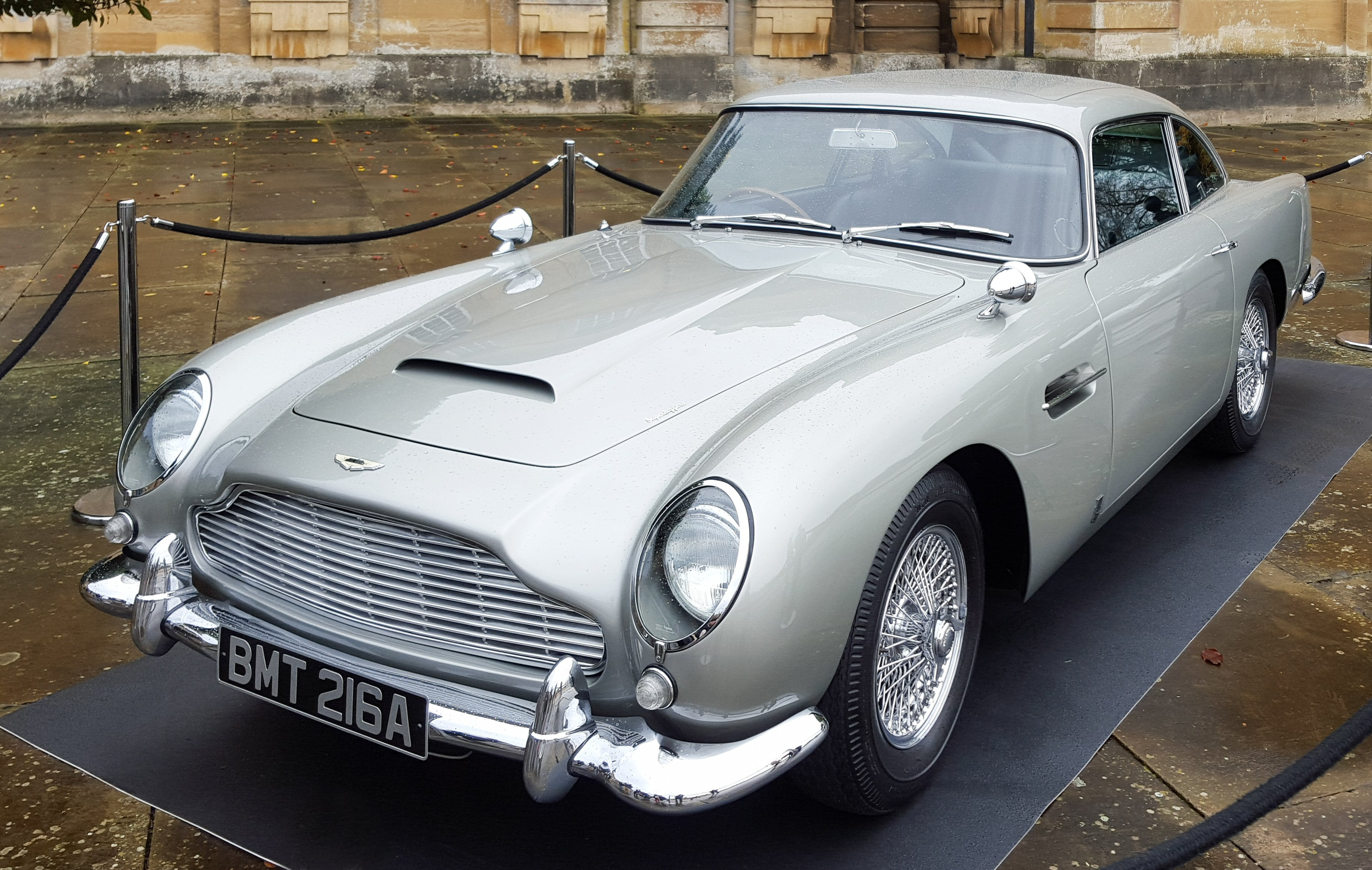
Aston Martin DB5 (1965)

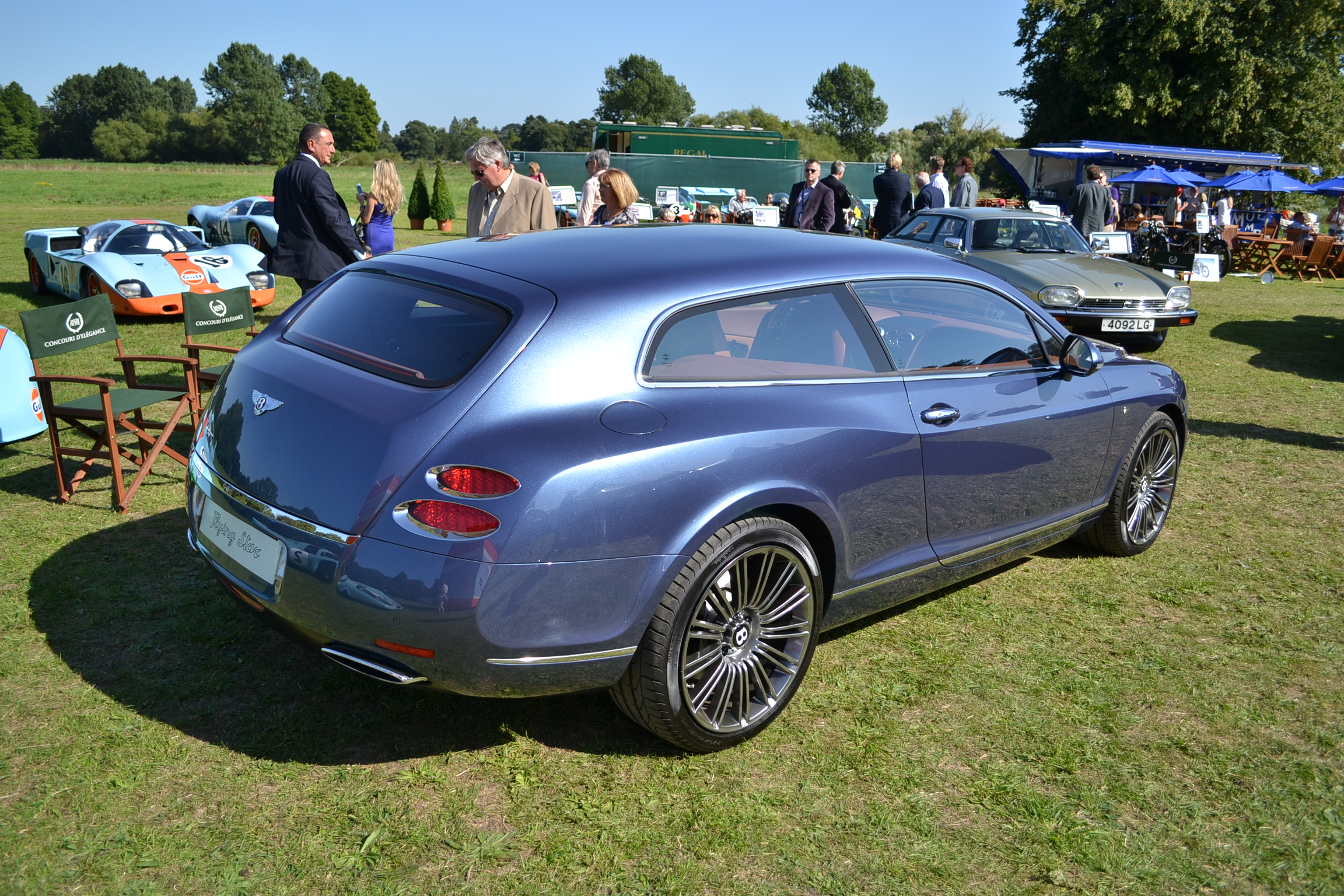
Bentley Continental Flying Star (2010)

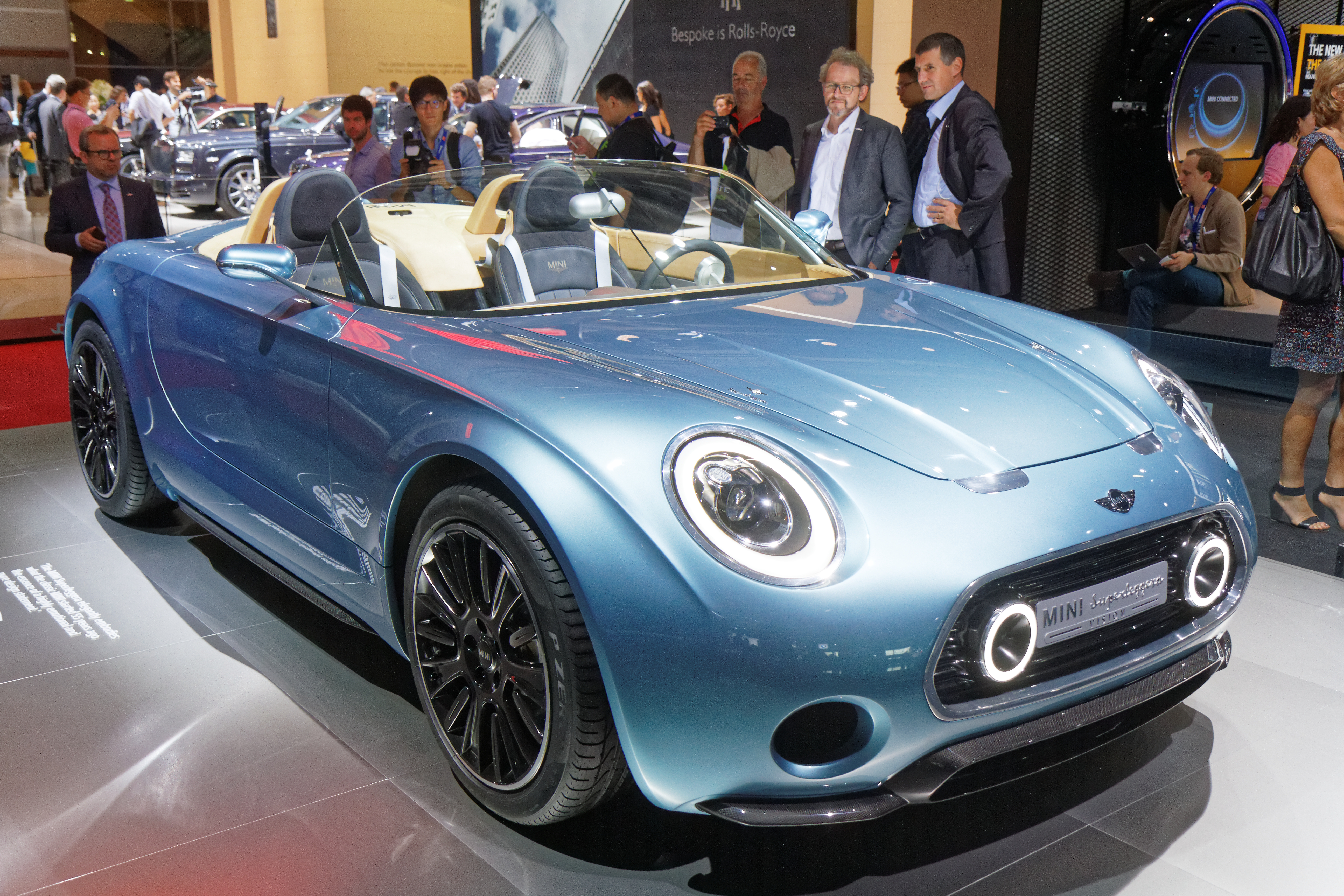
Mini Superleggera Vision Concept (2014)

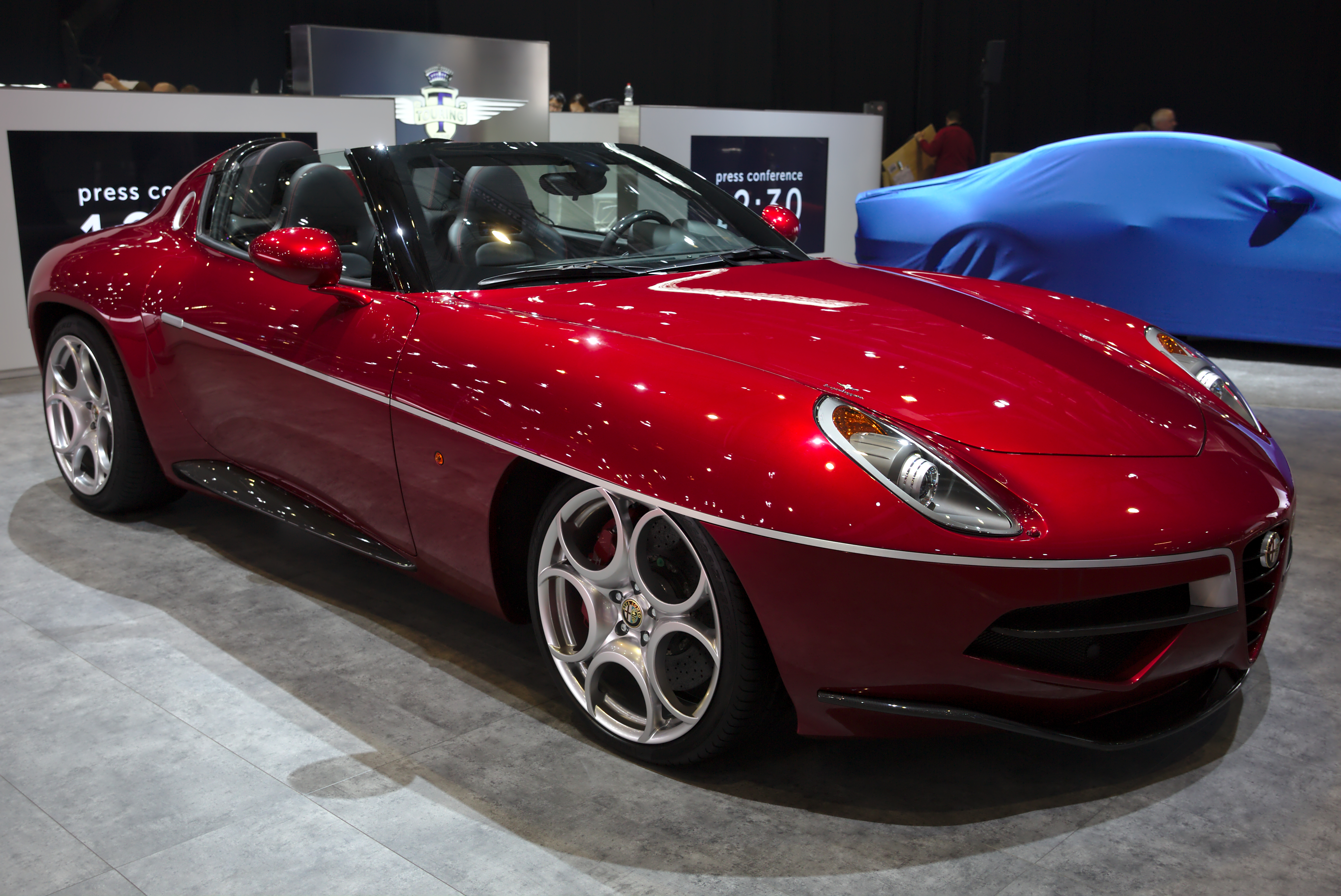
Alfa Romeo Disco Volante Spyder (2016)

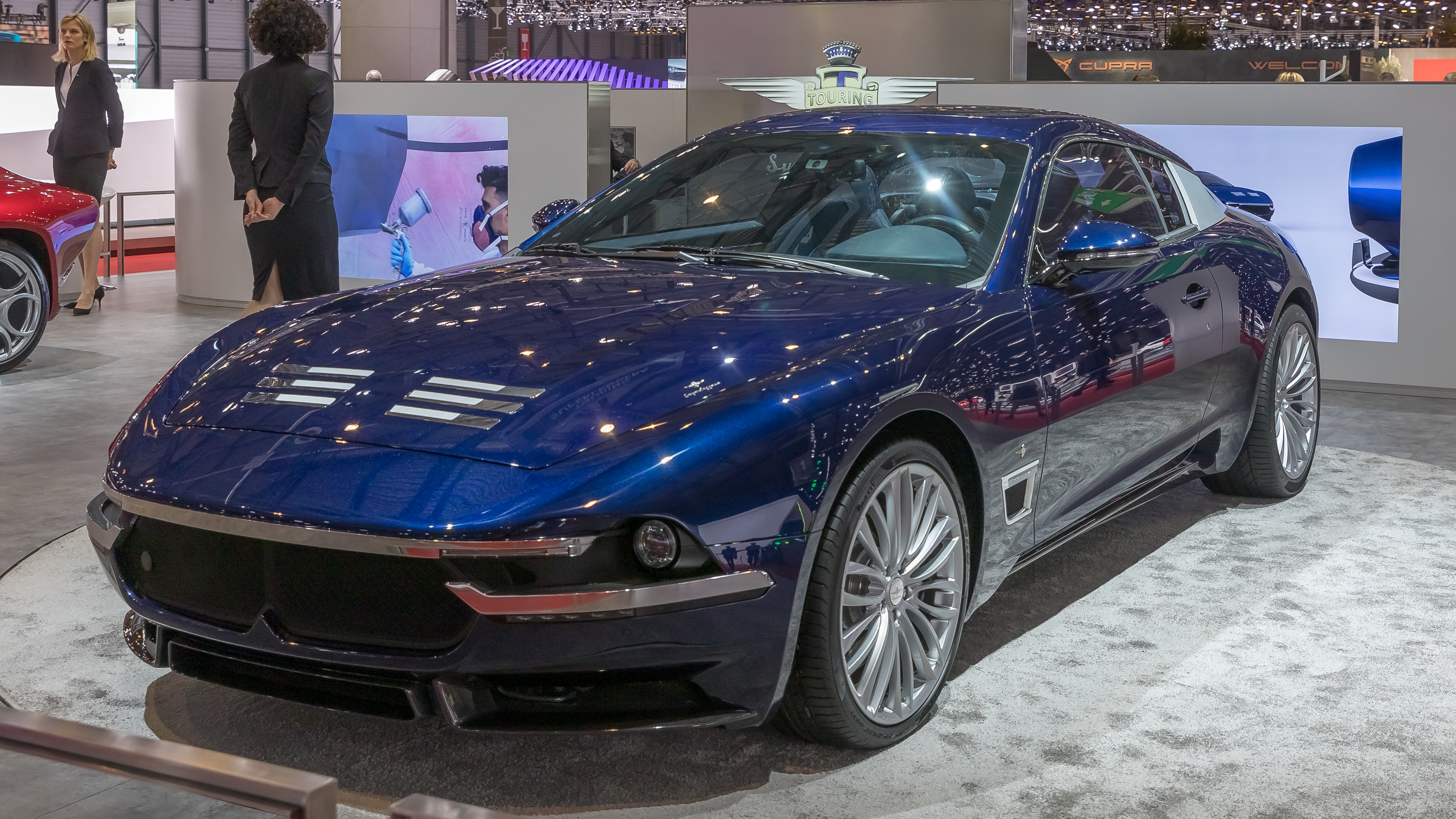
Touring Sciàdipersia (2018)

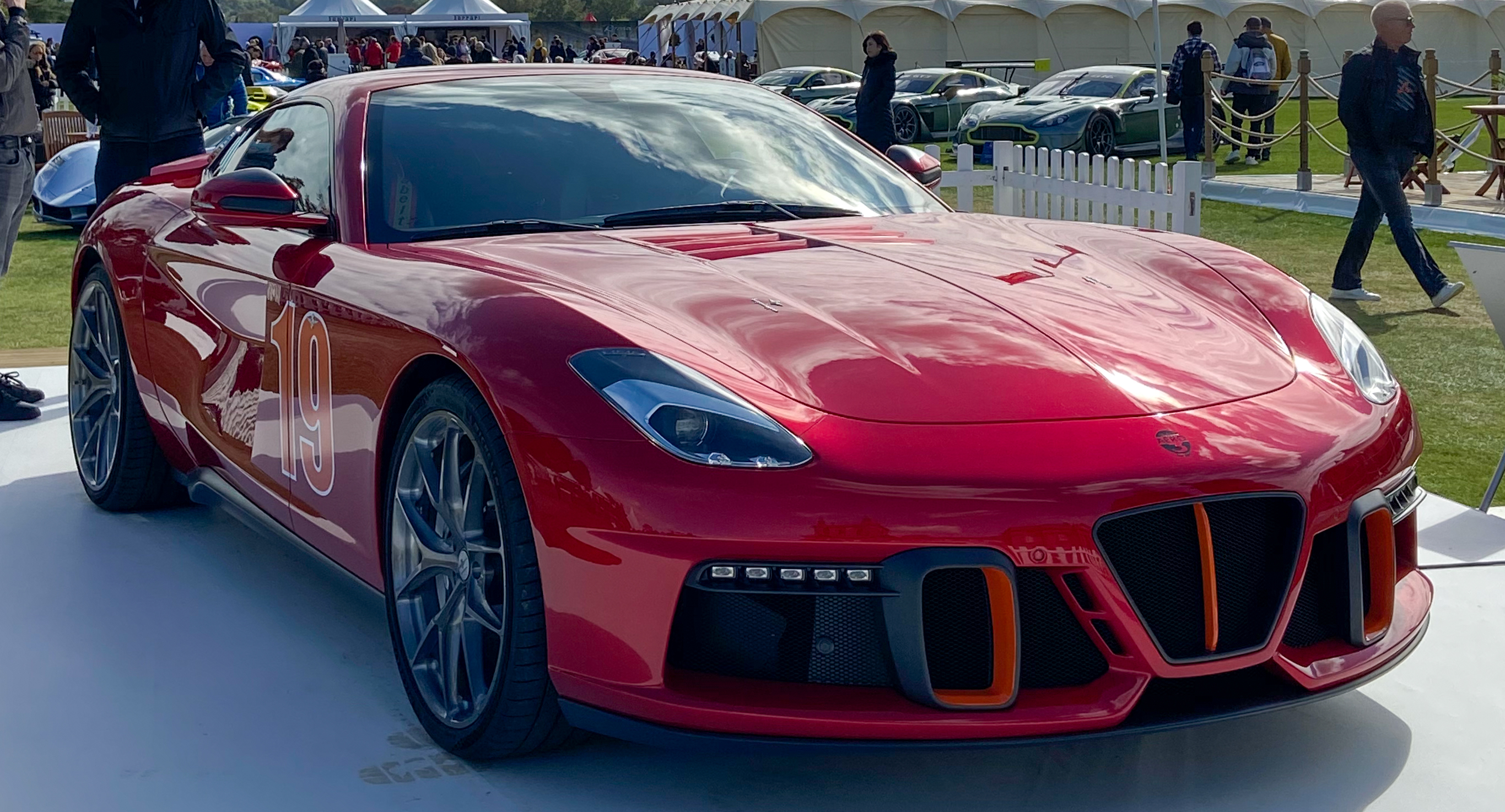
Touring Superleggera Aero 3 (2020)

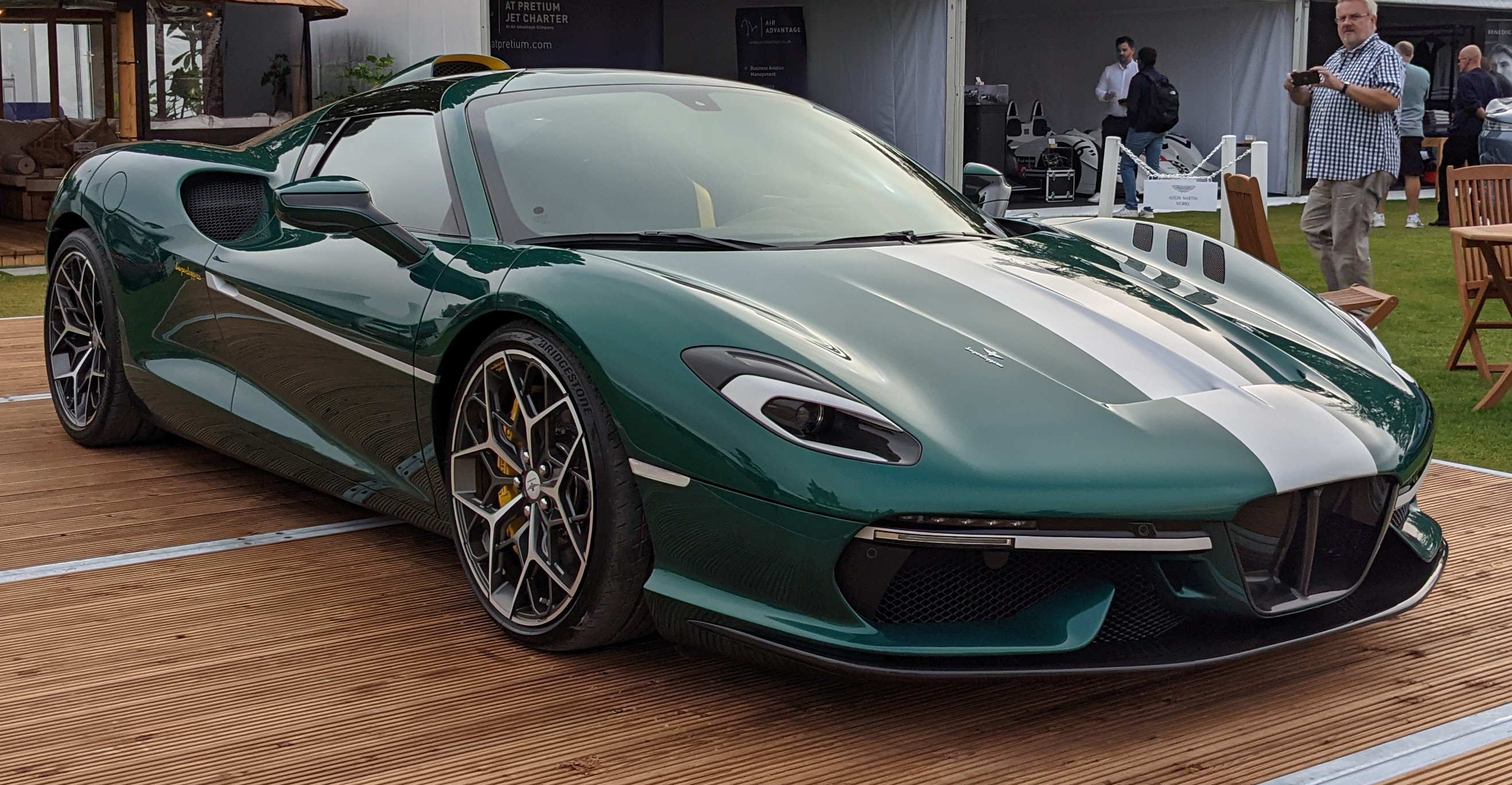
Touring Superleggera Arese RH95 (2021)

Carrozzeria Touring Superleggera S.r.l. – włoskie studio projektowe i producent nadwozi samochodowych z siedzibą w Rho działający w latach 1926–1966 oraz ponownie od 2008 roku. Wytwarza też własne samochody pod marką Touring. Należy do holenderskiego przedsiębiorstwa Zeta Europe.

## Historia

### XX wiek
W 1926 roku Felice Bianchi Anderloni i Gaetano Ponzoni, dwóch prawników z Mediolanu, zdecydowało się opuścić swoje dotychczasowe profesje na rzecz branży motoryzacyjnej i kupili niewielkie przedsiębiorstwo Carrozzeria Falco, zmieniając ostatecznie jego nazwę na Carrozzeria Touring Superleggera. Firma położona była w dogodnej lokalizacji, znajdując w pobliżu siedzib dwóch dużych ówczesnych lokalnych producentów samochodów: Alfy Romeo i Isotta Fraschini. To właśnie te dwie firmy stały się pierwszymi ważnymi zleceniodawcami, w wyniku czego powstały projekty rzadkich, sportowych samochodów w latach 20. i 30. XX wieku. Carrozzeia Touring już od początku stawiała nacisk na promocję oraz budowanie renomy swojej marki, wystawiając się corocznie na wydrzeniach concours d’elegance, z czego największy rozdźwięk firma zyskała w 1931 roku.
Po przestoju spowodowanym II wojną światową, Carrozzeria Touring Superleggera wróciła do działalności w drugiej połowie lat 40. XX, nabierając rozpędu w kolejnych zleceniach w latach 50. Wtedy też wśród odbiorców usług studia z Mediolanu znalazło się także Ferrari, Maserati, Lancia i Aston Martin. Dla tej ostatniej firmy włoskie studio wykonało projekty dla jej wówczas najważniejszych, słynnych sportowych modeli: DB4, a także DB5 i DB6. Lata 60. przyniosły zlecenia dla Lamborghini i brytyjskiego Jensena. Pomimo sukesów, rosnącnej liczby prestiżowych projektów i dużej rozpoznawalności, dla niezależnych producentów nadwozi samochodowych pojawiły się wówczas niesprzyjające okoliczności. Produceci samochodów zmniejszyli w drugiej połowie XX wieku nakłady na zlecenia, zamiast nadwozi na ramie skłaniając się ku samodzielnie montowanym konstrukcjom typu monokok. Co więcej, firma znalazła się w zawirowaniach finansowych z powodu budowy nowej fabryki i narastającej konkurencji ze strony rodzimej Pininfariny. W 1964 roku przedsiębiorstwo objęto zarządem komisarycznym, by dwa lata później Carrozzeria Touring Superleggera zawiesiła działalność i zniknęła z rynku na kolejne pół wieku. Pod względem formalnym, firma nie ogłosiła bankructwa.

### Reaktywacja
W drugiej połowie pierwszej dekady XXI wieku podjęto się udanych działań mających przywrócić słynne studio projektowe do działalności po 40-letniej przerwie. W 2006 roku prawa do marki Touring przejęła holenderska firma branży finansowej Zeta Europe BV Group, ostatecznie reaktywując przedsiębiorstwo Carrozzeria Touring Superleggera z siedzibą we włoskim Rho pod Mediolanem. Powrót firmy na rynek oficjalnie zainaugurowano w kwietniu 2008 roku podczas wydarzenia Concorso d'Eleganza Villa d'Este, kiedy to przedstawiono dwa pierwsze współczesne projekty firmy od lat 60. XX wieku: projekt luksusowego shooting brake na bazie Maserati Quattroporte o nazwwie Bellagio Fastback, a także prototyp Maserati A8GCS Berlinetta będący wariacją na temat współczesnego wzornictwa włoskiej firmy. Studium spotkało się z uznaniem za swoją stylizację, otrzymując w 2009 roku nagrodę "Best Supercar of the Year".
Druga dekada przyniosła rozwój portfolio współczesnych projektów Carrozzeria Touring Superleggera. W 2010 roku włoska firma przedstawiła kolejną wariację na temat nadwozia shooting brake, tym razem w postaci 3-drzwiowego sportowego Bentleya Continentala Flying Star. Rok później przedstawiono wynik współpracę z niemiecką firmą Gumpert w postaci supersamochodu Tornante, by w 2013 roku zaprezentować współczesną interpretację sportowego modelu Alfy Romeo z lat 50. XX wieku w postaci limitowanego coupé Alfa Romeo Disco Volante, którego stylizacja otrzymała nagrodę publiczności podczas kolejnej edycji Concorso d'Eleganza Villa d'Este. 3 lata później opracowano także odmianę Spyder. W międzyczasie, włoskie studio projektowe przedstawiło wynik współpracy z brytyjskim Mini w postaci studium lekkiego samochodu sportowego Mini Superleggera Vision.

### Marka Touring
W 2015 roku Carrozzeria Touring Superleggera zdecydowała się wykroczyć poza dotychczasowy model działalności, w której wykonywała własne projekty stylistyczne samochodów innych firm i przedstawiła pierwszy limitowany samochód własnej marki Touring – luksusowo-sportowe coupe Touring Berlinetta Lusso oparte na Ferrari F12berlinetta. W 2018 roku przedstawiono kolejny awangardowo stylizowany projekt Touring Sciàdipersia oparty na technice Maserati GranTurismo, w 2019 roku uzupełniając go odmianę kabriolet. W 2020 roku zaprezentowano kolejny awangardowo stylizowany model w postaci coupe Touring Superleggera Aero 3, a rok później - supersamochód Touring Superleggera Arese RH95, oba oparte na technice Ferrari

## Modele samochodów

### Historyczne
- Berlinetta Lusso (2015)
- Sciàdipersia (2018)
- Sciàdipersia Cabriolet (2019)
- Aero 3 (2020)
- Arese RH95 (2021)

### Projekty
- 1927: Alfa Romeo 6C 1500
- 1931: Alfa Romeo 6C 1750 GS "Flying Star"
- 1931: Fiat 522C Roadster "Flying Star"
- 1931: Isotta Fraschini Tipo 8A Spyder "Flying Star"
- 1932: Isotta Fraschini Tipo 8B
- 1939: BMW 328 Mille Miglia
- 1940: Auto Avio Costruzioni 815
- 1947: Isotta Fraschini Tipo 8C Berlina 2 porte
- 1949: Isotta Fraschini Tipo 8C Berlina 4 porte
- 1948: Ferrari 166 S Coupé "Aerlux"
- 1948: Ferrari 166 MM Berlinetta and Barchetta
- 1948: Ferrari 166 Inter Coupé & Berlinetta
- 1950: Ferrari 275 S Barchetta
- 1950: Ferrari 195 S Berlinetta & Barchetta
- 1950: Ferrari 195 Inter Coupé
- 1951: Ferrari 340 America Berlinetta & Barchetta
- 1951: Ferrari 212 Export Berlinetta & Barchetta
- 1951: Ferrari 212 Inter Berlinetta & Barchetta
- 1951: Pegaso Z-102
- 1952: Ferrari 340 MM Spyder
- 1952: Alfa Romeo Disco Volante
- 1952: Ferrari 225 S Barchetta
- 1953: Hudson Italia
- 1955: Pegaso Z-103
- 1956: Aston Martin DB2/4 Mark II Spider
- 1956: Ferrari 625 LM Spyder
- 1957: Maserati 3500 GT
- 1959: Maserati 5000 GT
- 1959: Lancia Flaminia Coupe & Cabriolet
- 1960: Alfa Romeo 2000 Sprint Praho
- 1965: Autobianchi Primula Coupé
- 1959: Aston Martin DB4
- 1963: Aston Martin DB5
- 1961: Lagonda Rapide
- 1963: Sunbeam Venezia
- 1964: Alfa Romeo Giulia GTC
- 1965: Aston Martin DB6
- 1964: Lamborghini 350 GT
- 1966: Lamborghini 400 GT
- 1966: Jensen Interceptor
- 1966: Fiat 124 Cabriolet
- 2008: Maserati Bellagio Fastback
- 2008: Maserati A8GCS Berlinetta
- 2010: Bentley Continental Flying Star
- 2011: Gumpert Tornante
- 2012: Alfa Romeo Disco Volante Concept
- 2013: Alfa Romeo Disco Volante
- 2014: Mini Superleggera Vision
- 2016: Alfa Romeo Disco Volante Spyder
- 2017: Artega Scalo Superelletra